# Hartlebury Castle
Hartlebury Castle è una casa di campagna inglese nei pressi di Stourport-on-Severn, palazzo vescovile della Diocesi di Worcester dall'inizio del XIII secolo al 2007 e monumento classificato di I grado dal 1952.

## Storia
L'appezzamento fu donato al vescovo di Worcester nel IX secolo da Burgred di Mercia. Vi fu costruito un maniero intorno alla metà del XIII secolo per volere del vescovo Walter de Cantilupe, sostenitore di Simone V di Montfort e i lavori furono portati a termine nel 1268 dal suo successore, Godfrey Giffard. Il corpo di guardia fu aggiunto dal vescovo John Carpenter durante il regno di Enrico VI. Edoardo I fu il primo re a visitare la dimora, fermandosi lì durante un viaggio verso il Galles nel 1282.
Durante la guerra civile, la tenuta fu fortificata e presidiata da centoquaranta soldati realisti; tuttavia, Hartlebury Castle passò in mani nemiche per ordine del Parlamento senza versamenti di sangue e fu restituita al vescovo di Worcester soltanto nel 1660, durante la Restaurazione.
Nel 1782 il vescovo Richard Hurd ordinò la creazione della biblioteca del vescovado, che avrebbe superato i duemila volumi prima della sua morte nel 1808; tra essi vi era la copia dell'Iliade usata da Alexander Pope per la sua traduzione in inglese del poema omerico.
Con il pensionamento del vescovo Peter Selby nel settembre 2007, Hartebury Castle cessò di essere un palazzo vescovile, dato che la sede del vescovado fu spostata in un palazzo adiacente alla Cattedrale di Worcester. Nel 2010 i locali istituirono l'Hartlebury Castle Preservation Trust e, grazie alle donazioni raccolte, riuscirono ad acquistare la tenuta e il parco di quarantatré ettari nel 2015. Il palazzo è stato quindi aperto al pubblico e le zone riservate alla servitù sono state trasformare nel Worcestershire County Museum.